# قوه قضائیه لهستان
قوه قضائیه لهستان (به انگلیسی: Judiciary of Poland) نهاد قضایی این کشور می‌باشد. براساس قانون اساسی جدید لهستان در سال ۱۹۹۷ و قانون جزایی کشور مصوبهٔ اکتبر سال ۱۹۹۹، سیستم جزایی کشور ترکیبی از قانون حقوقی اروپایی (ناپلئونی) و تئوری حقوقی کمونیستی است. سیستم قضایی لهستان شامل دادگاه‌ها و محاکم قضایی هستند که از استقلال لازم نسبت به دیگر قوانین موجود در کشور برخوردارند.

## دادگاه نظامی
این دادگاه به تخلفات پرسنل نیروهای مسلح رسیدگی نموده و در امر قضاوت کامل مستقل می‌باشند. رئیس آن براساس پیشنهاد مجمع عمومی قضات دادگاه‌های نظامی کشور و تأئید رئیس‌جمهور و به مدت ۵ سال انتخاب می‌شوند.